# Breed 77
Breed 77 est un groupe britannique de metal alternatif, originaire de Gibraltar. 

## Histoire
Breed 77 est formé à Gibraltar. Paul Isola, Danny Felice, Stuart Cavilla et Ariel Rojas étaient d'anciens amis d'école qui se sont réunis à Londres pour former un groupe, connu sous le nom de Gibraltarian Mafia. Lorsque, en 1996, ce cercle d'amis a formé le groupe, ils ont cherché un nom qui reflétait leurs origines communes et se sont simplement appelés Breed. Le groupe est contraint de changer de nom car celui-ci avait déjà été enregistré par Steve Hewitt (membre fondateur de Placebo) comme nom de sa maison de disques. Stuart Cavilla, le bassiste du groupe, avait auparavant travaillé dans un atelier de motos sous le nom de Kilo 77 ou K77, et ils se sont donc appelés Breed 77.
À la fin 2004, le groupe annonce pour janvier 2005 la sortie du single Shadows (Flamenco Mix) sous format vinyle. En septembre 2006, ils sortent un nouveau single Blind. Au début de 2009, le groupe entame une tournée britannique avec Susperia et Illuminatus. En novembre 2009, le groupe sort son cinquième album studio, Insects. Cette sortie est suivie d'une réédition de l'album en 2010 par le label allemand EarMusic, et de la sortie d'une version en langue espagnole de l'album en Europe continentale. 
En février 2012, le groupe annonce une tournée acoustique. En mars 2013, le groupe sort son sixième album studio The Evil Inside par l'intermédiaire de Frostbyte Records, après une campagne PledgeMusic réussie et la sortie de l'EP acoustique Under the Skin en 2012. Le premier clip de l'album, intitulé Bring on the Rain, est publié sur le site du groupe le 6 mars 2013. D'autres dates de tournée sont annoncées mais sans le chanteur Paul Isola en raisons de problèmes personnels. En 2015, ils sortent leur dernier album Acoustic Rarities.

## Distinctions
En 1998, les lecteurs du magazine Kerrang! ont élu Breed 77 comme « meilleur groupe non signé ». En 1999, ils remportent le prix du « meilleur nouveau groupe » selon le magazine Kerrang! et Metal Hammer.

## Membres

### Membres actuels
- Paul Isola - voix (1996-2013, 2014-2015, 2017, depuis 2021)
- Danny Felice - guitare (1996-2015, 2017, 2017, depuis 2021)
- Pedro José Caparrós - guitare, chœurs (2002-2015, 2017, depuis 2021)

## Anciens membres
- Lawrence Bautista - batterie (1996-1997)
- Nick Beefly - batterie (1997-1998)
- Charlie Gomez - basse (1999-2000)
- Dan Wilkinson - basse (2000)
- Peter Chichone - batterie, autres percussions (1998-2006)
- Adam Lewis - batterie, autres percussions (2006-2007)
- Óscar Preciado Zamora - batterie, percussions (2007-2010)
- Rui Lopez - voix (2013-2014)
- Ben Edis - basse (2014-2015)
- Andre Joyzi - batterie, autres percussions (2010-2015)
- Stuart Cavilla - basse (1996-1999, 2001-2014, 2017)

## Discographie

### Albums studio
- 2001 : Breed 77 aussi intitulé Kharma (réédité en 2005)
- 2004 : Cultura
- 2006 : In My Blood (En mi sangre) (2006)
- 2007 : Un encuentro (2007)
- 2009 : Insects
- 2013 : The Evil Inside
- 2015 : Acoustic Rarities

### Singles
- 2003 : La última hora
- 2004 : The River
- 2004 : World's on Fire
- 2005 : Shadows
- 2006 : Alive
- 2006 : Blind
- 2007 : Look at Me Now
- 2008 : El Mundo en llamas
- 2008 : El Río
- 2009 : Wake Up
- 2010 : Zombie
- 2013 : Drown
- 2013 : Bring on the Rain

### EP
- 1998 : The Message
- 1999 : Vol. 1
- 2003 : La última hora
- 2005 : Shadows
- 2012 : Under the Skin